# Raucourt-et-Flaba
 Raucourt-et-Flaba  es una población y comuna francesa, en la región de Champaña-Ardenas, departamento de Ardenas, en el distrito de Sedan y cantón de Raucourt-et-Flaba.
Formaba parte del Principado de Sedán, hasta que en 1642 el príncipe Frédéric Maurice de La Tour d'Auvergne lo cede a Francia. La población fue parcialmente quemada durante la batalla de La Marfée en 1641.

## Demografía
| 1300 | 1196 | 1102 | 973 | 923 | 906 |
| Para los censos de 1962 a 1999 la población legal corresponde a la población sin duplicidades (Fuente: INSEE [Consultar]) |      |      |     |     |     |